# Graciella mariettae
Graciella mariettae är en skalbaggsart som beskrevs av Pierre Lepesme och Stefan von Breuning 1955. Graciella mariettae ingår i släktet Graciella och familjen långhorningar.
Artens utbredningsområde är Gabon. Inga underarter finns listade i Catalogue of Life.